# Sulza
Sulza är en kommun och ort i Saale-Holzland-Kreis i förbundslandet Thüringen i Tyskland.
Kommunen ingår i förvaltningsgemenskapen Südliches Saaletal tillsammans med kommunerna Altenberga, Bibra, Bucha, Eichenberg, Freienorla, Großeutersdorf, Großpürschütz, Gumperda, Hummelshain, Kleineutersdorf, Laasdorf, Lindig, Milda, Orlamünde, Reinstädt, Rothenstein, Schöps, Seitenroda och Zöllnitz.